# Коммерческая революция
Коммерческая революция — период экономической экспансии Европы, колониализма и меркантилизма, который длился примерно с конца XIII до начала XVIII века, на смену которому пришла промышленная революция. С началом Крестовых походов европейцы заново открыли для себя пряности, шёлк и другие товары, ставшие редкими в Европе в Средние века. Это открытие привело к расширению торговли и обострению торговой конкуренции со странами Востока. Формирующиеся европейские государства на протяжении эпохи Великих географических открытий в XV—XVII веках искали и создавали альтернативные торговые пути, в конечном счёте сложившиеся в систему международной торговли. Одновременно европейские нации искали и находили новые источники богатства внутри своих границ. Коммерческая революция характеризуется расширением коммерческих связей и финансовых услуг, таких как банковские, страховые и инвестиционные.

## Происхождение термина
Термин «коммерческая революция» был выдвинут в середине XX века экономическим историком Робертом Лопесом, чтобы показать, что современная экономика была создана не только вследствие промышленной революции в Британии. В своей книге The Commercial Revolution of the Middle Ages (1971), Лопес утверждал, что ключевой вклад Средневековья в европейскую историю состоял в создании коммерческой экономики, первоначально сосредоточенной в итало-византийском восточном Средиземноморье, а затем распространившейся на итальянские города-государства, а затем на остальную Европу.

## Временные рамки
Коммерческая революция продолжалась приблизительно с конца XIII и до XVIII века. Уолт Ростоу предлагал «произвольно» установить в качестве начала 1488 год — год, когда первые европейцы обогнули мыс Доброй Надежды. Большинство историков, включая таких учёных, как Ангелики Лайу (англ. Angeliki Laiou), Роберт С. Лопес, Ирвинг В. Реймонд (англ. Irving W. Raymond) и Питер Спаффорд (англ. Peter Spufford) указывают, что коммерческая революция началась скорее в XII—XIII веках, нежели в более позднем периоде.

## Факторы коммерческой революции
Коммерческая революция началась в конце XII века и продолжалась на протяжении XIII века. Ухудшение климата, приведшее к завершению средневекового климатического оптимума, вызвало экономический спад в начале XIV века (см. Великий голод (1315—1317)). Тем не менее, рост населения продолжался вплоть до начала эпидемии чумы в 1347 году, когда погибло около 50 процентов европейского населения. Вызванный эпидемией дефицит рабочей силы привёл к росту заработных плат, а сельскохозяйственные урожаи позволили прокормить сократившееся население. Активное экономическое развитие возобновилось в начале XV века, в том числе благодаря усовершенствованиям в навигации и картографии.
Геополитические, монетарные и технологические факторы привели к Великим географическим открытиям. В течение этого периода (середина XV—XVII века) центр европейской экономики переместился из Средиземноморья в Западную Европу (Португалия, Испания, Франция, Нидерланды, в известной степени Англия). Это перемещение было вызвано открытием пути в Азию вокруг Африки, что открыло эпоху прямой морской торговли между Европой и Азией: после того, как португалец Васко да Гама обогнул мыс Доброй Надежды и достиг Калькутты (Индия) в мае 1498 года, был открыт новый маршрут и прекращена монополия Османской империи и её европейских союзников, итальянских городов-государств, на торговлю с Востоком. Европейцы получили прямой доступ к богатствам Ост-Индии. Португальцы были одной из первых европейских империй, которые выросли на торговле специями. В 1510 году они основали постоянное поселение Гоа в Индии. На первом этапе Португалия контролировала торговлю между Европой и Азией, уступив позднее эту роль нидерландскому Антверпену. Прямая морская торговля между Европой и Китаем началась в XVI веке после того, как португальцы основали факторию в Макао в Южном Китае в 1557 году. Позднее к заморской торговле подключились и англичане, что привело к началу коммерческой революции в Англии.

### Монетарные факторы
Одним из факторов коммерческой революции была потребность в золотой и серебряной монете, которая расходовалась при торговле со Средним и Дальним Востоком. Европейцы испытывали постоянный дефицит монеты, поскольку она имела хождение только в одну сторону: из Европы в обмен на азиатские товары. Причём с момента захвата ими Ближнего Востока османы препятствовали этой торговле.
Ещё одной проблемой было исчерпание запасов золотой и серебряной руды в европейских рудниках. Остававшиеся запасы были расположены слишком глубоко и постоянно подвергались угрозе затопления; имевшиеся технологии не позволяли эффективно их добывать.
Ещё одним фактором в погоне за драгоценным металлом было возобновление выпуска золотой монеты в Европе. Итальянские города-государства, как, например, Генуя и Флоренция (где первые золотые монеты были выпущены в 1252 году) и королевства, как Сицилия, постоянно получали золото от таких торговых партнёров, как Тунис и Сенегал.
Новая стабильная золотая монета, совместимая с традиционными монетными системами Европы и охотно принимавшаяся за её пределами, облегчала и стимулировала торговлю Европы с остальным миром.

### Технологические факторы
С XVI по XVIII столетия европейцы произвели целый ряд значительных инноваций в области мореплавания. Эти инновации обеспечили возможности для заморской экспансии и захвата колоний, в особенности в XVI и XVII веках. Среди этих инноваций были новые типы парусного вооружения, корабельного корпуса (например, итальянская «Galea sottile» в конце XI века), более совершенные навигационные инструменты и морские карты.
Публикация «Начал» Ньютона привела к коренным изменениям в навигационном деле, поскольку моряки теперь могли предсказывать движения Луны и других небесных тел на основе теории движения. Начиная с 1670 года для определения широты использовались уже по существу современные инструменты. В 1676 году британский парламент объявил проблему определения долготы крупнейшей научной проблемой и предложил крупную финансовую премию за её решение. Это подстегнуло развитие морского хронометра, метода лунного расстояния и изобретение октанта после 1730 года. К концу XVIII века октанты и секстанты заменили предшествующие несовершенные инструменты в морской навигации.

### Значимые персоналии
Большой вклад в европейскую экспансию внёс принц Португалии Генрих Мореплаватель, благодаря которому в 1420 году начались плавания европейцев в Атлантике. Также следует назвать Бартоломеу Диаша, первым обогнувшего мыс Доброй Надежды; Васко да Гама, впервые проплывшего от Португалии до Индии; Фернандо Магеллана, первым обогнувшего Землю; Христофора Колумба, открывшего Америку; Жака Картье, искавшего Северо-Западный проход и других.

## Основные характеристики
Экономика Римской империи была основана на развитой монетной системе, но после падения Западной Римской империи денежное обращение резко сократилось, власть и богатство стали ассоциироваться с земельной собственностью, а экономика феодов свелась к самообеспечению. Торговля стала опасным и дорогостоящим занятием, стесняемым нехваткой монеты. В XIV веке характер европейской экономики начал меняться, отчасти в результате эпидемии чёрной смерти, отчасти как следствие крестовых походов и повышения безопасности торговых путей. Расширение торговли потребовало новых форм организации коммерческой деятельности и новых способов управления рисками: так возникли банки, акционерные общества, биржи и страхование. Коммерческая революция вызвала к жизни и новые экономические теории.

### Инфляция
За годы эксплуатации Нового света Испания легально (не считая контрабандных перевозок) вывезла оттуда приблизительно 180 тонн золота и 8200 тонн серебра и потратила эти средства на финансирование войн и произведений искусства. Потраченное испанцами золото и серебро, расходясь по Европе, вызвало масштабную инфляцию.
Инфляцию обострял рост населения при стагнирующем уровне производства, что приводило к росту стоимости жизни. В свою очередь, рост стоимости жизни приводил к требованиям более высокой заработной платы со стороны батраков. Лендлорды и их арендаторы-фермеры страдали из-за инфляции, поскольку их хозяйства зависели от уплаты небольшого фиксированного жалованья батракам, которые теперь требовали повышения оплаты. Аристократы безуспешно пытались противостоять уменьшению своих доходов, сокращая срок аренды земельных участков и периодически повышая арендную плату за землю. В конечном счёте система маноров и копигольдов пришла в упадок, лендлорды были вынуждены распродавать свою землю, чтобы поддерживать привычный образ жизни. Распродажи привлекали богатых буржуа, которые покупкой земли стремились повысить свой социальный статус. Бывшие общинные земли подвергались огораживанию, что повышало эффективность разведения скота (главным образом овец для нужд текстильной промышленности). Огораживание приводило к вытеснению крестьян из сельской местности и вынуждало их переезжать в города, что привело к урбанизации и в конечном счёте к промышленной революции.
С другой стороны, резкий рост монеты в обращении стимулировал расширение коммерции. Сама по себе инфляция не была только негативным фактором.

### Банки
Ряд правовых и религиозных новшеств, появившихся в позднем Средневековье, привели к развитию современной банковской системы, начиная с раннего XVI века. Основное новшество состояло в большей терпимости к взиманию процентов, что позволило коммерсантам занимать деньги и зарабатывать прибыль на заёмные средства.
Ещё в конце XIV века первые банки, возникшие в Италии, испытывали большие сложности из-за нехватки золотой и серебряной монеты. Тем не менее, к концу XVI века выросшее количество монеты в обращении позволяло уже гораздо большему количеству людей накапливать (пусть небольшие) суммы и использовать их в качестве капитала.
В Северной Европе расширялся круг лиц, занятых банковским делом, среди них заметное место занимало семейство Фуггеров. Изначально Фуггеры владели рудниками, но вскоре стали ссужать деньги под проценты. Они работали с любыми клиентами, от простых людей до высшей знати. Фуггеры ссужали деньги даже императорам и королям, и в конечном счёте обанкротились после того, как клиенты отказались возвращать долги. Это семейство, как и другие банкиры, использовали итальянские финансовые подходы, поскольку подходы, принятые тогда в ганзейских городах, не поспевали за изменениями в экономике Северной Европы.
Одна из первых европейских валютных бирж возникла в Антверпене. После осады Антверпена большинство коммерческих операций было перенесено в Амстердам. Основанный в 1609 году Амстердамский банк, следуя примеру частной стокгольмской компании, стал выпускать бумажные деньги для приведения разнообразных металлических валют к единой расчётной единице и упрощения торговли. Амстердам оставался мировым финансовым центром вплоть до промышленной революции.
Офисы банков обычно располагались рядом с центрами торговли, а в XVII веке крупнейшими коммерческими центрами были порты Амстердама, Лондона и Гамбурга. Те, кто хотел участвовать в прибыльной ост-индской торговле, могли купить аккредитивы в этих банках, но цена, которую можно было получить за торгуемые товары, сильно колебалась и зависела от своевременного возвращения судов (часты были задержки) и состава доставляемых грузов (которые часто не соответствовали плану). Многочисленные войны также вели к потерям судов и грузов.

### Управление рисками
В этот период торговля была рискованным делом: войны, непогода и другие риски влияли на прибыли коммерсантов, нередко приводя к полной потере груза. Для снижения рисков коммерсанты объединялись в торговые компании: владение долей в компании гарантировало от потери всего капитала в случае неудачи.
Другие способы снижения рисков и расходов на новые виды коммерческой деятельности включали в себя такие новые институты, как страхование и акционерные общества. Неформально разделение рисков практиковалось на протяжении столетий; новым было то, что теперь это разделение приобретало институциональную форму.
Ещё одним способом снижения рисков было участие правящего класса в коммерческих предприятиях, хотя на первых порах это участие носило весьма ограниченный характер. Король Англии Генрих VIII учредил регулярный королевский флот для искоренения пиратства и защиты английского судоходства.

#### Акционерные общества и фондовые биржи
Фондовые биржи стали появляться по мере того, как увеличивалось количество сделок с акциями. Лондонская Королевская биржа, основанная в 1565 году, сначала работала как рынок ценных бумаг, но превратилась в фондовую биржу к 1801 году.
Историк Фернан Бродель считает, что уже в XI веке в Каире мусульманские и еврейские коммерсанты объединялись в торговые ассоциации и знали те методы кредитования и платежей, изобретение которых обычно приписывается итальянцам. В XII веке во Франции courratiers de change (финансовые маклеры) регулировали долги сельскохозяйственных общин по поручениям банков. Поскольку они также торговали долгами, их можно назвать первыми фондовыми брокерами. В конце XIII века в Брюгге оптовые торговцы собирались в доме человека по фамилии Van der Beurse, к 1309 году из этих собраний возникла «Bruges Beurse» (Брюггская биржа). Идея быстро распространилась по Фландрии и соседним графствам и биржи вскоре открылись в Генте и Амстердаме.
В середине XIII века венецианские банкиры начали торговать правительственными ценными бумагами. В 1351 году правительство Венеции приняло закон против распространения слухов, снижающих стоимость государственных заимствований. Банкиры из Пизы, Вероны, Генуи и Флоренции в течение XIV века также начали торговать государственными ценными бумагами. Это стало возможно благодаря тому, что эти города-государства управлялись не монархами, а коллегиями влиятельных граждан. Позднее голландцы стали создавать акционерные общества, которые позволяли разделять прибыли и убытки предприятия между акционерами. В 1602 году Голландская Ост-Индская компания (VOC) выпустила свои акции в обращение на Амстердамской фондовой бирже. VOC была первой компанией, которая стала выпускать акции и облигации.
Амстердамская биржа считается также первой биржей, на которой в начале XVII века была введена непрерывная торговля (англ. continuous trading). Голландцы были пионерами в коротких продажах, торговле опционами, обмене долга на акции, торговом банкинге, открытых паевых фондах и других спекулятивных инструментах, как мы их знаем сегодня.

#### Страховые компании
Страховые компании стали ещё одним способом управления рисками. В тех или иных формах страхование было известно задолго до XVI—XVII веков. Однако именно в этот период началась формализация страхования как вида деятельности.
Лондонский Ллойд возник в 1688 году в английской кофейне, в которой собирались моряки, коммерсанты и другие участники рынка морских перевозок. Кофейня Ллойда выпускала новостной листок, сообщавший новости из разных частей света, и помогала андеррайтерам оценить риски. Другая инновация, которая позволила категоризировать риски, состояла в выпуске каталогов судов и разнообразных классификаторов.
Появлялись и другие формы страхования. После Великого лондонского пожара Николас Барбон в 1667 году стал продавать страховки от пожара.
Для регулирования рынка страхования принимались новые законы, такие как «Морской ордонанс» Кольбера.

### Экономическая теория
По мере роста экономики в ходе коммерческой революции ширились попытки понять этот рост и повлиять на него. Экономическая теория как самостоятельная научная дисциплина сформировалась в столкновении двух противоположных теорий о том, как нация аккумулирует богатство в условиях нового глобального порядка, и о связанных с этим проблемах. Эти теории — меркантилизм и фритредерство. Меркантилизм разжигал соперничество между европейскими державами, находившимися в стадии централизации, по поводу аккумуляции драгоценных металлов, поскольку рассматривал количество золота и серебра в стране как показатель силы современной нации. Этот акцент на накоплении золота и серебра имел особое значение для развития национальных государств, повышая роль богатых простолюдинов в сословном обществе и расширяя участие правительств в торговле.

#### Меркантилизм
Меркантилизм — это экономическая теория и политика, согласно которой основной хозяйственной целью любой нации является накопление денег (в форме драгоценных металлов). Предполагалось, что богатство народов определяло их политическое могущество. Идея, лежавшая в основании меркантилизма, выросла из цеховой системы. Цехи были монополистическими организациями: они регулировали торговлю внутри города, ограничивали внешних торговцев в их торговых делах, контролировали производство товаров, регулировали собственное членство через систему ученичества и подмастерьев. Идеи меркантилизма последовательно реализовывались через государственные законы, такие как британский Навигационный акт и эдикты французского министра Кольбера.
К числу сторонников меркантилизма относились Томас Ман и Филипп фон Хёрнигк.

#### Фритредерство
Ранним критиком меркантилизма был Николас Барбон.

### Колониализм
Меркантилисты утверждали, что колонии не должны вести самостоятельную торговлю и конкурировать с метрополией. Задача колоний состояла в том, чтобы служить рынком сбыта для метрополии, поставлять ей сырье и обеспечивать прибыль на её инвестиции. Помимо экономических, европейский колониализм подпитывался политическими и религиозными соображениями. Колониальные администрации в известной степени перенимали способы управления, принятые в метрополиях. Например, основанная на принудительном труде энкомьенда, которая была введена в Латинской Америке и на Филиппинах, отражала феодальную систему, господствовавшую в Испании. После приобретения испанцами Филиппин резко расширилась торговля между Китаем и Западом. Манильские галеоны привозили в Китай гораздо больше серебра, чем Шёлковый путь. Династия Цин пыталась сократить контакты с внешним миром до минимума. Цинская администрация разрешала торговать только через порт Кантон. Для ограничения торговых потоков китайцами были учреждены жёсткая бюрократия и монопольные патенты, что приводило к высоким розничным ценам на импортированные товары и ограничениям спроса. Чтобы не допустить торгового дефицита в отношениях с Китаем, испанцы продавали туда опиум и товары Нового Света, такие как табак и маис.
Со своей стороны, англичане использовали Британскую Ост-Индскую компанию как агента королевской власти, чтобы управлять колониями и защищать колониальную торговлю. Англичане также создали свою коммерческую империю, основывая колонии в Северной Америке, Индии и Австралии, с целью извлечения прибыли. Вследствие высокого спроса на китайские товары (чай, шёлк, фарфор) в Британии и низкий спрос на британские товары в Китае, Британия имела высокий торговый дефицит с Китаем и была вынуждена платить за товары серебром. В XVIII веке, чтобы покрыть свой дефицит, Британия начала нелегально ввозить в Китай опиум из Британской Индии. Торговля опиумом оказалась очень прибыльной, и поток серебра развернулся в сторону британцев. Император Юнчжэн в 1729 году запретил продажу и курение опиума из-за большого количества наркозависимых.
Французы последовали за англичанами в Новый Свет и основали Квебек в 1608 году. Французская эмиграция в Северную Америку не приобрела такого размаха, как британская, в том числе из-за того, что гугенотам не было позволено туда уезжать. Ещё одним ограничителем стало жёсткое государственное регулирование французской внешней торговли.
Португальская империя расширялась благодаря сети коммерческих баз в Южной Америке, Африке, Индии и Юго-Восточной Азии.

#### Торговые монополии
Участие правительств в торговле выражалось прежде всего в предоставлении королевских торговых монополий. Например, Уолтер Рейли получил от Елизаветы I торговую монополию на экспорт сукна и вина. Парадокс состоял в том, что каждая из конкурирующих колониальных держав предоставляла торговую монополию только одной компании, но в результате образовалась конкуренция между ними, например, между многочисленными Ост-Индскими компаниями.

#### Треугольная торговля
Вымирание коренного населения Америки привело к организации трансатлантической работорговли. Работорговля позволяла импортировать из Африки рабочую силу, необходимую для добычи природных ресурсов (таких, как золото и серебро) и для ведения сельского хозяйства. В результате создалась так называемая треугольная торговля между Африкой, Америкой и Европой: рабов из Африки везли в Америку, сырьё из Америки везли в Европу, наконец, промышленные товары везли из Европы в Африку и Америку.

### Законодательство
Развитие коммерческих отношений вело к изменениям как законодательства в отдельных странах, так и к изменениям международных норм.
Например, во Франции при Людовике XIV в 1681 году при поддержке Кольбера был принят Морской ордонанс, который представлял собой первый полный свод морских и коммерческих законов. «При оценке оригинальности и широты намерений, уровня их реализации, мы должны признать, что этот закон должен быть помещён среди наиболее замечательных законотворческих трудов».
В свою очередь, в Англии одной из наиболее известных законодательных мер, предпринятых для регулирования торговли, был «Навигационный акт».

## Последствия
На протяжении более чем двух тысяч лет Средиземное море было главным путём для европейской торговли с другими частями света. После 1492 года торговые пути переместились в Атлантический океан — на юг вокруг мыса Доброй Надежды и на запад в Америку.
Коммерческая революция и другие социальные изменения, происходившие в раннее Новое время, привели к коренной трансформации обществ по всему миру. Колумб и конкистадоры, принесшие в Южную Америку новые формы болезней, косвенно ответственны за вымирание здесь коренного населения. В своём стремлении построить Испанскую империю они принимали прямое участие в разрушении цивилизаций инков, ацтеков и майя. Англичане, французы и другие европейские народы оказали такое же влияние на население Северной Америки.
Ещё одним важным следствием коммерческой революции стал Колумбов обмен. Передвигаясь между континентами, люди перевозили с собой растения и животных. Например, корабли, запасавшиеся водой в Африке, привезли с собой в Америку жёлтую лихорадку, которая до этих пор была тут неизвестна. Новые виды растений, привезённые в Старый Свет из Нового (картофель, кукуруза, маниок, шоколад, подсолнечник и другие), позволили значительно улучшить питание населения.
Важнейшим следствием коммерческой революции стал прирост населения. Улучшение питания и рост благосостояния позволили заводить больше детей — как в самой Европе, так и в Америке, куда массово эмигрировали европейцы. Рост населения обеспечил увеличение трудовых ресурсов, необходимое для индустриализации. Коммерческая революция также позволила аккумулировать капиталы, необходимые для промышленной революции, и привела к возникновению новых форм западной культуры.

### Комментарии
1. ↑  Слово «буржуа» происходит из французского языка и обозначает представителей нового господствующего класса, возникшего по мере развития коммерческой революции